# Мірослава Кнапкова
Мірослава Кнапкова  (чеськ. Miroslava Knapková, 19 вересня 1980) — чеська веслувальниця, олімпійська чемпіонка.

## Виступи на Олімпіадах
| Олімпіада   | Дисципліна   | Місце |
| ----------- | ------------ | ----- |
| Афіни 2004  | одиночка     | 4     |
| Пекін 2008  | одиночка     | 5     |
| Пекін 2008  | двійка парна | 6     |
| Лондон 2012 | одиночка     | 1     |
| Ріо 2016    | одиночка     | 7     |

## Зовнішні посилання
- Досьє на sport.references.com [Архівовано 19 вересня 2011 у Wayback Machine.]

1. ↑  Miroslava Topinkova Knapkova